# Huang Hsin-chieh

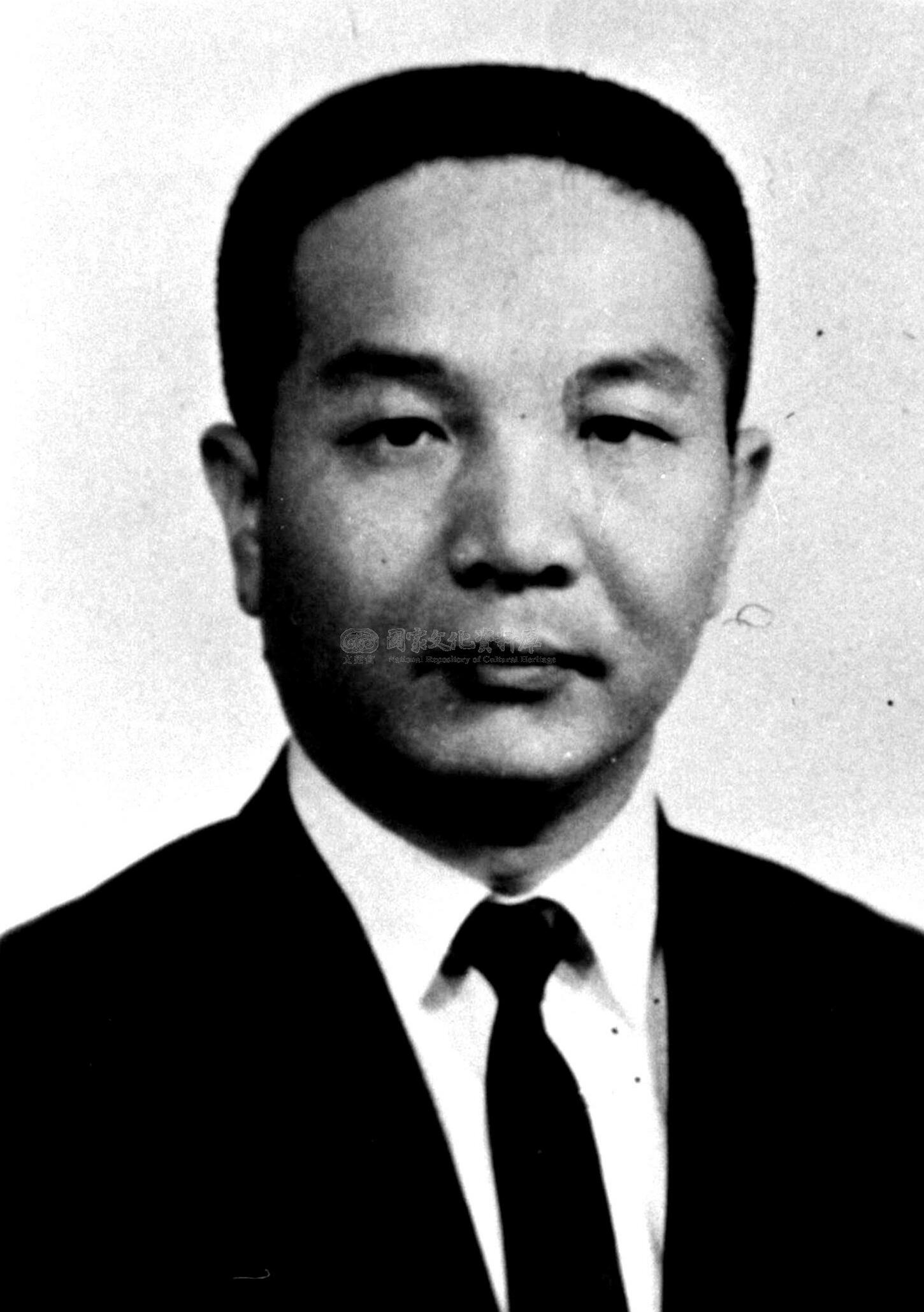
Huang Hsin-chieh (1970)

Huang Hsin-chieh (chinesisch 黃信介, Pinyin Huáng Xìnjiè, eigentlich 黃金龍,  Huáng Jīnlóng; * 20. August 1928 in Taipeh Taiwan; † 30. November 1999 ebenda) war ein taiwanischer Politiker der Demokratischen Fortschrittspartei und ein bedeutender Vertreter der taiwanischen Demokratiebewegung in den 1970er, 80er und 90er Jahren.

## Jugend und frühe politische Karriere
Huang Hsin-chieh wurde während der Zeit der japanischen Herrschaft über Taiwan geboren. Nach der Grundschule lebte er von 1940 bis 1946 in Japan, wo er die Mittelschule besuchte und eine Ausbildung in einer Druckerei machte.
1946 kehrte er nach Taiwan zurück und bewarb sich zwei Jahre später erfolgreich um einen Studienplatz an der Universität Peking, konnte das Studium jedoch aufgrund des Chinesischen Bürgerkriegs nicht antreten. 1949 schrieb er sich an der Fakultät für Rechtswissenschaft und Wirtschaft der taiwanischen Provinz-Fachhochschule für Öffentliche Verwaltung (heute Teil der Nationaluniversität Taipeh) ein und machte 1951 seinen Abschluss.
Huang zeigte großes Interesse an Politik und war in den 1950er Jahren als Wahlkampfhelfer verschiedener Kandidaten für das Bürgermeisteramt und den Stadtrat von Stadt Taipeh tätig. 1961 kandidierte er selbst für den Stadtrat und wurde mit einer hohen Stimmenzahl zum Abgeordneten gewählt.
Als Hommage an Kishi Nobusuke, den ehemaligen Premierminister Japans, der sich in seiner Amtszeit um die Beziehungen zwischen Japan und der Republik China (Taiwan) verdient gemacht und Taiwan besucht hatte, führte Huang von nun an den Vornamen Hsin-chieh (信介,  Xìnjiè), die chinesische Version des japanischen Namens Nobusuke.

## Dangwai-Bewegung und Inhaftierung
1964 wurde Huang erneut in den Stadtrat und 1969 als Parteiloser in den Legislativ-Yuan der Republik China gewählt. Dieses Gremium wurde zu jener Zeit als das "Lange Parlament" bezeichnet, da es vorwiegend aus Abgeordneten bestand, die bei den letzten allgemeinen Wahlen 1947 noch für ganz China gewählt worden waren und seit Verhängung des Kriegsrechts über Taiwan (1949) Neuwahlen auf unbestimmte Zeit verschoben worden waren. Nur bei Tod oder Ausscheiden aus sonstigen Gründen wurden Ergänzungswahlen abgehalten. Oppositionsparteien waren nicht zugelassen, die Kuomintang regierte das Land in einer Einparteien-Diktatur (siehe Artikel Taiwan-Konflikt).
Huang nahm der Kuomintang-Diktatur gegenüber eine kritische Haltung ein. Er und andere parteilose Politiker und Bürgerrechtler fanden sich nach und nach in der Dangwai („außerhalb der Partei“)-Bewegung zusammen. 1975 gründete er zusammen mit anderen Dangwai-Politikern die Zeitschrift „Kommentare zur Politik Taiwans“ (台灣政論 / Táiwān Zhènglùn), die jedoch bald verboten wurde.
Huang wurde zu einer der führenden Personen der Dangwai-Bewegung und gründete 1979 mit anderen Oppositionellen die Zeitschrift "Formosa". Nach einer von der Zeitschrift organisierten prodemokratischen Demonstration in Kaohsiung am 10. Dezember 1979 kam es zu Zusammenstößen zwischen Demonstranten und der Polizei, dem Kaohsiung-Vorfall. Nach dem Vorfall folgte eine Verhaftungswelle, von der nahezu alle namhaften Dangwai-Persönlichkeiten betroffen waren. Zusammen mit sieben weiteren prominenten Dissidenten (gemeinsam als die „Acht von Kaohsiung“ bekannt) kam Huang vor ein Militärgericht und wurde am 18. April 1980 wegen Unruhestiftung zu einer Freiheitsstrafe von 14 Jahren verurteilt. Huangs Anwalt in dem Prozess war Chen Shui-bian, der spätere Präsident der Republik China.

## Spätere politische Karriere
Nach Aufhebung des Kriegsrechts im Jahr 1987 wurde Huang auf Geheiß des Präsidenten Chiang Ching-kuo auf Bewährung freigelassen. Im folgenden Jahr trat Huang der 1986 gegründeten Demokratischen Fortschrittspartei (DPP) bei und wurde 1988 zum Parteivorsitzenden gewählt. Er hatte das Amt bis 1992 inne.
Trotz seiner Zugehörigkeit zur Oppositionspartei DPP unterstützte Huang den Reformkurs des seit 1988 amtierenden Kuomintang-Präsidenten Lee Teng-hui, was ihm innerhalb seiner Partei Kritik einbrachte. 1991 wurde Huang für den Landkreis Taichung als Abgeordneter in die Nationalversammlung gewählt. Da Lee Teng-hui im selben Jahr die Urteile im Anschluss an den Kaohsiung-Vorfall für nichtig erklärte, erhielt Huang auch seinen Status als Abgeordneter des Legislativ-Yuan zurück. Vierzig Minuten danach hielt er eine Rede, in der er seinen Austritt aus dem Legislativ-Yuan (dem „Langen Parlament“) erklärte, und an die anderen Abgeordneten appellierte, mit ihm zusammen "Abschied von der Vergangenheit zu nehmen", um den Weg für ein demokratisch gewähltes Parlament freizumachen.
Am 19. April 1992 organisierte Huang eine große Protestkundgebung, in der die Direktwahl des Präsidenten der Republik China durch das Volk gefordert wurde. Ende 1992 nahm er im Landkreis Hualien an der Wahl für den Legislativ-Yuan teil. Er verfehlte den Einzug ins Parlament um 63 Stimmen, da der Kuomintang jedoch Wahlbetrug nachgewiesen werden konnte, zog er schließlich doch ins Parlament ein.
Huang erwog, an der ersten demokratischen Präsidentenwahl 1996 teilzunehmen, verzichtete dann jedoch aus gesundheitlichen Gründen zugunsten von Peng Ming-min. Nach seiner Wahl zum Präsidenten berief Lee Teng-hui Huang in seinen Beraterstab.
Am 30. November 1999 starb Huang Hsin-chieh an einem Herzinfarkt. Zu seiner Bestattung verfasste Präsident Lee Teng-hui eine Lobesschrift. Bis heute besuchen politische Persönlichkeiten sein Grab im Ort Bali (Neu-Taipeh), um ihm ihren Respekt zu erweisen.

## Bewertung
Huang Hsin-chieh wird häufig als der "Onkel der taiwanischen Demokratie" bezeichnet und genießt vor allem in der DPP bis heute große Verehrung. Typisch für ihn war sein gemäßigter Standpunkt in vielen politischen Fragen. So scheute er selbst als Vorsitzender der Oppositionspartei nicht vor der Zusammenarbeit mit dem Kuomintang-Präsidenten Lee Teng-hui zurück. Auch innerhalb der DPP trat er oft als Schlichter zwischen gegensätzlichen Positionen auf.

## Zitat
"Manche Dinge kann man aussprechen, aber nicht ausführen (die Rückgewinnung Chinas durch die Kuomintang). Andere Dinge kann man ausführen, aber nicht aussprechen (die taiwanische Unabhängigkeit)."